# Karrusel (tv-serie)
Karrusel er en dansk tv-serie (mini-serie) fra 1998 af Claus Bjerre.
Personerne i denne serie mødes som i en karrusel, hvor den ene person afløser den anden. De giver/tager en æske tændstikker med påskriften Karrusel, med videre. 
Det er en let erotisk serie om livet, som kører i ring. Serien begynder og slutter ved Linda. Dermed er ringen sluttet.
Ideen er taget frit efter Arthur Schnitzlers berømte skuespil Reigen (1897), der har været filmatiseret talrige gange før og siden, bl.a. af Max Ophüls i den Oscarnominerede La Ronde (dansk titel: Kærligheds-karrusellen) fra 1950.
Serien består af ti korte afsnit, svarende til de ti scener i Reigen.

## Medvirkende
- Andrea Vagn Jensen som Linda
- Mads M. Nielsen som Mads
- Tina Dickow som Hanne
- Lotte Tarp som Elisabeth
- Michael Falch som Ulrich
- Marina Bouras som Susanne
- Jens Jørn Spottag som Sten
- Peter Steen som Niels
- Solbjørg Højfeldt som Lise
- Søren Spanning som Henrik
- Wencke Barfoed som Lotte

## Gæsteoptræden
| Nr. | Titel           | Oprindelig sendedato | Skuespillere |
| 1   | Linda og Mads   | 7. januar 1998.      | - Zlatko Buric som kunde-stemme. - Peter Hjorth som hovedrystende mand. - Gordon Kennedy som bartender.                                                                      |
| 2   | Mads og Susanne | 14. januar 1998.     | - Erling Kragh som mand fra kontaktannonce. - Keld Rasmussen som DSB-mand. - Peter Brandt som festdeltager. - Paw Petersen som fitnessfyr. - Niels Lundsteen som fitnessfyr. |
| 3   | Susanne og Sten | 21. januar 1998.     | - Louise Fribo som violinist. - Xenia Lach-Nielsen som sekretær-kollega. - Steen Stig Lommer som klient 1.                                                                   |
| 4   | Sten og Lise    | 28. januar 1998.     | - Mette Munk Plum som mor. - Niels Skousen som far. - Henrik Emmer som nordjysk betjent. - Diana Axelsen som betjent.                                                        |
| 5   | Lise og Niels   | 4. februar 1998.     | - Tilde Maja Frederiksen som datter. - Mette Munk Plum som mor. - Niels Skousen som far.                                                                                     |
| 6   | Niels og Hanne  | 11. februar 1998.    | - Finn Nielsen som Niels' kollega. |
| 7   | Hanne og Ulrich | 18. februar 1998.    | - Nis Bank-Mikkelsen som Eriksen. - Joachim Knop som vagtafløser. |
| 8   | Ulrich og Lotte | 25. februar 1998.    | |
| 9   | Lotte og Henrik | 4. marts 1998.       | - Martin Brygmann som journalist. - Martin Elung som TV-fotograf. - Jesper Hyldegaard som Miljøminister. - Jette Sievertsen som journalist. - Peter Zhelder som Hans Krog.   |
| 10  | Henrik og Linda | 18. marts 1998.      | - Martin Elung som TV-fotograf. - Henrik Emmer som nordjysk betjent. - Diana Axelsen som betjent.                                                                            |